# Farsa
Farsa, (fr. farce = šala), je satirično dramsko delo z ostro polemično vsebino.
Farsa je bila v srednjem veku robat komičen vložek v francoskem miraklu. V 14. do 16. stoletja pa v romanskem jezikovnem področju samostojna krajša burkasta igra, ki je prikazovala nemogoče dejanje kot mogoče.
Farsa predvsem biča človeško družbo in hoče s pretiranimi poudarki vzbujati smeh.
Primer: Ivan Cankar Pohujšanje v dolini šentflorjanski

## Vir
Silva Trdina:Besedna umetnost: 2. Literarna teorija. Ljubljana: Mladinska knjiga, 1958   in  več izdaj. (COBISS)